# 我的人间烟火
《我的人间烟火》（英語：Fireworks of My Heart）是由李木戈执导，杨洋、王楚然、王彦霖、魏大勋领衔主演的中国都市爱情剧。剧情改编自晋江文学网签约作者玖月晞的小说《一座城，在等你》，主要讲述消防站长宋焰和急诊科医生许沁之间的故事。2023年7月5日在湖南卫视与芒果TV首播。

## 播出时间
| 播放平台     | 所在地    | 播映日期               | 播出时间 | 备注 |
| 湖南卫视     | 中国大陆  | 2023年7月5日一 8月5日  | 20:00    | 金鹰独播剧场： 每周一至周四每晚播放两集； 每周五至周六每晚播放一集。 |
| 芒果TV       | 全世界    | 2023年7月5日一 8月16日 | 20:00    | 会员：开播首日连更六集； 次日起每周一至周四每晚更新两集； 每周五至周六每晚更新一集； 7月27日大結局； 7月22日开启超前点播（在会员基础上再付费），可在27日之前提早解锁最后八集。 非会员：每晚更新一集； 8月16日大結局。 |
| 爱奇艺国际版 | OTT服务区 | 2023年7月5日一 8月16日 | 20:00    | 会员：开播首日连更六集； 次日起每周一至周四每晚更新两集； 每周五至周六每晚更新一集； 7月27日大結局； 7月22日开启超前点播（在会员基础上再付费），可在27日之前提早解锁最后八集。 非会员：每晚更新一集； 8月16日大結局。 |
| Viu          | OTT服务区 | 2023年7月5日一 8月16日 | 20:00    | 会员：开播首日连更六集； 次日起每周一至周四每晚更新两集； 每周五至周六每晚更新一集； 7月27日大結局； 7月22日开启超前点播（在会员基础上再付费），可在27日之前提早解锁最后八集。 非会员：每晚更新一集； 8月16日大結局。 |

## 演员阵容

### 主要人物
| 演员   | 角色      | 简介 |
| 杨洋   | 宋焰      | 年幼時，在國坤集團底下當工頭的父親，為替工人們討公道，而遭到許沁养母付聞櫻的陷害。出軌日久的母親在此時拋棄父子二人，以至於父親遭受雙重打擊，最後因酗酒喪命。 學生時期與轉學來的許沁相戀，但遭到付聞櫻的阻攔。因期許自己在將來能光榮迎娶心愛的人，選擇走上保家衛國之路，卻又屢屢遭到付聞櫻在暗中干預。但為了心愛的人他放過仇人，把這些都當成了磨練，一路從軍人走到了消防人員，成為雁北支隊十里台消防站站長。 然而，依然不斷向許沁親情勒索的付聞櫻在即將喪命於一場風災之時卻被他所解救，昔日仇人終於醒悟也不再阻止二人相愛，對於過去種種他選擇原諒 |
| 王楚然 | 许沁/孟沁 | 學生時期和宋焰交往感情深厚，卻遭到養母的反對而分開。因為養母的高壓控制慾而長期壓抑、封閉自己，以至於不善交際。其次因想要儘快經濟獨立，所以雖身為專業技能破表的急诊科及外科医生，但最初選擇這份工作純粹只認為這是最適合自己的職業。然而和宋焰再次相遇後，因為震災區的醫療救援經歷，以及一次次看著宋焰對於救死扶傷無私的奉獻，也終於瞭解到生命的意義，與身為醫生的榮譽、使命與責任，於是對工作燃起熱情。再也控制不了的感情，讓她決心放棄一切去追求自己的幸福，最終與宋焰終成眷屬                                                                   |

### 消防單位
| 演员   | 角色   | 简介 |
| 吳軍   | 高遠   | 燕城消防雁北支隊支隊長，對於能力出眾的宋焰又愛又恨，因其總是不聽指揮堅信自己的直覺經驗，但做出的判斷又是正確的，被投訴後的反駁說辭又總是句句在理，這些都讓他哭笑不得 |
| 张月   | 李萌   | 燕城消防雁北支隊參謀，主要負責火災調查鑑定及隊員心理輔導。性格爽朗，單戀宋焰不強求，最終有意接受蔣裕 |
| 張彬彬 | 索俊   | 雁北支隊十里台消防站前指导员，與宋焰十分要好。後因救援現場氣爆導致右臉毀容以及右手臂永久性損傷，不得已光榮退役轉職到地區建房部門，其位由蔣裕接替。老家有个未婚妻叫媛媛。 |
| 王彦霖 | 蔣裕   | 雁北支隊十里台消防站指导员，接替索俊。家境好、学历高，喜歡李萌，也是许沁相亲对象之一 ( 幫助許沁打消雙方父母撮合之念頭 )。起初因过分理想主义，與宋焰存在分歧，經過一段時間的相處之後，宋焰發現蔣裕的许多优点，两人成為朋友，雖然體能不佳，過去上一線救援的經驗不算多，但就像熟讀兵法似的指揮起來一點也不遜色 |
| 孟阿赛 | 楊馳   | 雁北支隊十里台消防站副站長，喜歡徐西 |
| 杨彤   | 江毅   | 雁北支隊十里台消防站班長，綽號〝老江〞 |
| 趙仁杰 | 劉俊平 | 雁北支隊十里台消防站班長 |
| 易大千 | 展大鵬 | 雁北支隊十里台消防站隊員，年僅二十二歲，喜歡李南，於國坤集團所屬俊光廣場之在建大樓火災救援中遇上轟燃導致重傷，在送往醫院途中殉職 |
| 杜煜   | 葛錚   | 雁北支隊十里台消防站隊員。有个交警女朋友叫卢晓秋。 |
| 孔冉   | 皮少傑 | 雁北支隊十里台消防站隊員，綽號〝皮皮〞 |
| 張勛   | 黎斌   | 雁北支隊五芳街消防站站长，經常與宋焰的十里台協作救援任務，對於宋焰又愛又恨，佩服其與生俱來的天賦能力又因其常常堅持己見不聽現場指揮而感到頭痛 |

### 医院
| 演员   | 角色     | 简介 |
| 赵龙豪 | 刘副院长 | 在許沁與宋焰復合後聽從付聞櫻的安排刻意阻擋許沁加入科研小組，最終因當年接受付聞櫻的金錢贿赂故意不讓宋焰體檢過關錄取軍校而在醫院辦公室遭到警方逮捕 |
| 陈逸恒 | 徐主任   | 因誤會許沁是靠關係想進入自己的醫療小組所以不怎麼待見，在了解許沁的專業能力後也因為許沁面對病人就像面對一隻待實驗動物的態度感到痛心婉惜，但在震災區醫療救援過程中看著許沁已經意識到並端正自己錯誤後則成為支持許沁的領導，不顧副院長的打壓而堅持提報許沁加入科研小組，欲想將一生所學交給這棵好苗子 |
| 馬小茜 | 楊思佳   | 急診科醫生，起初將許沁當成競爭對手，後來也算是相知相惜而成為好友，因許沁無意間牽的紅線而最後與肖亦驍走到了一起 |
| 劉楚玄 | 李南     | 急診科醫生，急診開始採用分組制後，楊思佳組瞬間滿員於是只能歸於許沁組，工作中漸漸佩服許沁的專業能力，也成為許沁的好幫手，有想過要接受展大鵬但礙於年齡問題而退縮，在展大鵬因公殉職後陷入自責與後悔中                                                                                               |
| 王詩淇 | 陳東東   | 急診科護士，急診開始採用分組制後，楊思佳組瞬間滿員於是只能歸於許沁組，工作中漸漸佩服許沁的專業能力，也成為許沁的好幫手 |
| 李淑婷 | 徐西     | 急診科護士，喜歡楊馳，急診開始採用分組制後，楊思佳組瞬間滿員於是只能歸於許沁組，工作中漸漸佩服許沁的專業能力，也成為許沁的好幫手 |
| 田倚凡 | 馮北     | 急診科護士，急診開始採用分組制後，楊思佳組瞬間滿員於是只能歸於許沁組，工作中漸漸佩服許沁的專業能力，也成為許沁的好幫手 |

### 宋焰周边人物
| 演员   | 角色   | 简介 |
| 杨超越 | 翟淼   | 宋焰表妹，叶子大学的室友，与叶子及其他兩名室友共同运营一个美妆类直播账号，但因葉子犯的錯導致帳號遭到封鎖。 多年前在她的認知裡，許沁無故跟宋焰提分手沒有任何解釋，加上這麼多年來許沁養母對於家人造成的傷害，所以如今再遇見許沁自然對她給予不友善的態度，然而一次許沁情緒即將崩潰之際，喝醉來到家裡吵鬧將心裡話全盤托出，她才明白許沁對宋焰的感情有多深，當他們確定復合之後則搖身一變成為最好的小姑子 |
| 范明   | 翟父   | 木匠，翟淼父亲，宋焰舅舅，在宋焰失去双亲后將其抚养长大，对宋焰视如己出。 |
| 胡可   | 翟母   | 翟淼母亲，宋焰舅妈，在宋焰失去双亲后將其抚养长大，对宋焰视如己出。 |
| 于滨   | 宋志勇 | 宋焰父亲，國坤集團某建案之工头。眾多下屬被國坤集團為了自身利益而惡意辭退時為他們向國坤集團商討應有的辭退金，不料卻反遭其中一位被付聞櫻收買的下屬陷害而被辭退，本就出軌的妻子也隨之離開，長期酗酒最終在雪天裡喝醉命喪於家門口。 |
| 秦雪   | 宋母   | 宋焰母亲，相貌出众却嫌贫爱富，抛夫弃子嫁给富商。 |

### 许沁周边人物
| 演员   | 角色   | 简介 |
| 魏大勋 | 孟宴臣 | 许沁養兄，肖亦骁的朋友。爱好搜集蝴蝶标本。很強的經商能力，起初對國坤集團本部並無興趣，執掌國坤集團旗下的投資公司，喜歡许沁卻從不敢明確表態，於是多次阻擾許沁與宋焰複合，後來想通也了解宋焰能給予許沁的快樂以及家的溫暖是自己所無法給予的，在知道母親對於宋焰所做的一切後決定用自毀來逼母親承擔錯誤，也因為這樣的對抗讓父母元氣大傷而有些愧疚，於是決定如他們所願接管國坤集團，最終與宋焰握手言合並誠心祝福他們 |
| 白凡   | 孟懷瑾 | 國坤集團董事長，孟宴臣父親，许沁养父也是许沁生父的好友。 |
| 陈瑾   | 付聞櫻 | 國坤集團董事，孟宴臣母親，许沁养母，對子女過度控制與干涉自以為是為他們好，導致子女過度壓抑幾近出現心理疾病，也讓家庭毫無溫暖可言。曾陷害宋志勇，反對許沁與宋焰交往除了門第之見以外有一部分原因認為宋焰是來復仇的，然而最後在強颱中受困於坍方之隧道內，座車即將被掩埋生命開始倒數中卻在眼前出現一道光芒，被宋焰所救後終於醒悟，不再阻止許沁與宋焰的感情                                                         |
| 王冠   | 肖亦驍 | 富二代，酒吧會所老闆，詹小嬈前男友，葉子的前老闆，孟宴臣的好兄弟，把許沁當妹妹一般為她和宋焰的事也算是操碎了心，因許沁無意間牽的紅線而最後情歸楊思佳 |
| 陳米麟 | 詹小嬈 | 肖亦驍前女友，與許沁性格截然不同，经肖亦驍在酒吧会所介紹后，与许沁一见如故，成为朋友，在商場發生火警時被宋焰所救，並对宋焰展開追求，知晓宋焰是許沁的初戀男友後即放棄，並鼓勵許沁追求幸福。後出國旅行為期約半年 |

### 其他人物
| 演员   | 角色   | 简介 |
| 杨雨希 | 葉子   | 翟淼大学的室友，外形与许沁相似，曾在肖亦骁酒吧打工，被肖亦骁懷疑有目的性的接近孟宴臣而遭到開除，经孟宴臣介绍到画廊兼职，也在翟淼的鼓励与支持下，成为带货主播。後因对孟宴臣爱而不得而走上歧途，最終迷途知返。 |
| 張弓   | 蔣父   | 蔣裕父親 |
| 孔琳   | 蔣母   | 蔣裕母親 |
| 肖霄   | 媛媛   | 索俊未婚妻 |
| 冯艺然 | 卢晓秋 | 交警，葛铮女朋友。 |

## 電視劇原声帶
| 《我的人間煙火》影视原声带 | 《我的人間煙火》影视原声带     | 《我的人間煙火》影视原声带 | 《我的人間煙火》影视原声带 | 《我的人間煙火》影视原声带 | 《我的人間煙火》影视原声带 |
| 曲序                       | 曲目                           |                            | 作曲                       | 编曲                       | 演唱                       |
| -------------------------- | ------------------------------ | -------------------------- | -------------------------- | -------------------------- | -------------------------- |
| 1.                         | 煙火人間（主题曲）             | 申名利, 陳稷坤, 曹韻       | Terence Teo                | 陳稷坤                     | 那英                       |
| 2.                         | 在一座城等一個人（思念主题曲） | 李奇思                     | 李德, 劉少卿               | 李奇思                     | 隔壁老樊                   |
| 3.                         | 燈火萬家（插曲）               | 袖雨                       | 候磊                       | 黃鈞澤                     | 王赫野                     |
| 4.                         | 風衣（插曲）                   | 趙大白                     | 張宗煒                     | 林晨陽                     | 劉宇寧                     |
| 5.                         | 盛夏的告別（插曲）             | 陳稷坤, 李涵               | 刘少卿                     | 陳稷坤                     | 袁婭維                     |
| 6.                         | 你的答案（插曲）               | 林晨陽, 刘涛               | 譚侃侃                     | 刘涛                       | 王赫野                     |
| 7.                         | 想你時風起                     | 李浩瑞, 林晨陽, 劉濤       | 趙大白                     | 張宗煒                     | 單依純                     |

## 争议
该剧播出期间，出现了男女主角在使用灭火器时嬉笑打闹的情节，引起观众热议。潮州消防曾通过影片介绍，提示该段情节中出现“上下喷射”“密闭空间”“粉尘吸入”“随意挪用”等错误使用灭火器的方法，提醒灭火器不是玩具。7月20日，总制片人回应该情节时表示，灭火器是宋焰自费购买的私人用品，而非挪用公共消防设施，强调“为尽可能展现最真实消防群体，创作过程中，主创团队深入一线消防团队调研采风，全程在专业部门的指导下拍摄”，并对此表示歉意。